# Торча (приток Выши)

Торча — река в России, протекает в Земетчинском районе Пензенской области. Левый приток Выши.

## География
Река Торча берёт начало в лесах у села Салтыково. Течёт в восточном направлении. Устье реки находится  в 84 км по левому берегу реки Выши. Длина реки составляет 16 км. 

## Данные водного реестра
По данным государственного водного реестра России относится к Окскому бассейновому округу, водохозяйственный участок реки — Цна от города Тамбов и до устья, речной подбассейн реки — Мокша. Речной бассейн реки — Ока.
По данным геоинформационной системы водохозяйственного районирования территории РФ, подготовленной Федеральным агентством водных ресурсов:
- Код водного объекта в государственном водном реестре — 09010200312110000029850
- Код по гидрологической изученности (ГИ) — 110002985
- Код бассейна — 09.01.02.003
- Номер тома по ГИ — 10
- Выпуск по ГИ — 0